# Duomyia argentata
Duomyia argentata är en tvåvingeart som beskrevs av Mcalpine 1973. Duomyia argentata ingår i släktet Duomyia och familjen bredmunsflugor. Inga underarter finns listade i Catalogue of Life.